# ФК Далматинац Сплит
НК Далматинац (хрв. NK Dalmatinac − НК Далматинац) фудбалски је клуб из града Сплита. Клуб наступа у више фудбалских селекција почев од млађих пионира све до сениора. Клуб је основан 1929 и наступа на стадиону Шупина.

## Историја

### Оснивање
Клуб је основан у школској години 1927/28. под именом "Југославенски шпортски клуб Далматинац". Први председник клуба био је - тада још ученик - Јосип Штамбук, благајник Андрија Мајић. Први јавни наступ имао је 1929. против другог тима Хајдука из Сплита. (1:1). У наредним годинама, председник постаје Мате Врдољак, који је клубу изборио нови стадион, на месту данашњег парка Емануела Видовића. У години 1932. клубу приступају четворица играча "Ратне зракопловне базе" у Дивуљама од којих је један (Звонимир Пожега) постао државни репрезентативац. Далматинац је те сезоне постигао врло добре резултате. Клуб постоји до 12. марта 1933. када се спаја са НК Аурора и постаје ЈСК Вук.

## Клуб након Другог светског рата
Клуб се обнавља 1952. године и наступа при грађевинском подузећу Иван Лучић Лавчевић под именом СД "Лавчевић". У априлу 1953. клуб мења име и постаје СД "Далматинац". Током 1950-их и почетка 1960—их година клуб је имао сениорску поставу с којом је наступао у лиги "Сплитског ногометног подсавеза". Били су троструки прваци у том раздобљу. Нису успели да се пласирају у другу савезну лигу.
Најзначајнији играчи из тога времена су им били Тонћи Клишкић Волташ и Жарко Вулић Стари. Сезона 1962/63. била је задња година наступања у сениорском саставу. Клубу остају само јуниори. Касније, 1971. године "Далматинац" поново преузима име свога спонзора, у то време снажног сплитског грађевинског подузећа "Лавчевић". Дуго година носи спонзорово име. У то време клуб је био испостава за младе фудбалере Хајдука из Сплита. Било је примера да су млади играчи који су се одлично показали, своју каријеру настављали у екипи Хајдука. Један од њих је и Славен Билић.

## Школа фудбала
Клуб има врло активну и богату школу фудбала, коју похађају почетници, те млађи и старији пионири. Њени играчи постигли су запажене резултате на бројним турнирима, не само у Хрватској. Недавно су у италијанском граду Пескари освојили прво место на тамошњем турниру. Најуспешније генерације су дечаци рођени 1996/1997. године. Недавно је НК Хајдук Сплит понудио 1,5 милиона куна да откупни целокупну школу фудбала НК Далматинац, што су садашњи власници клуба одбили.

## Познати играчи
- Звонимир Пожега
- Иво Бижаца, голман
- Јурица Борчић, голман
- Срећко Видаковић,
- Жарко Вулић Стари
- Тонћи Клишкић Волташ, најбољи стрелац "Сплитског ногометног подсавеза"